# Amblyodum uliginosum
Amblyodum uliginosum là một loài Rêu trong họ Meesiaceae. Loài này được (Hedw.) P. Beauv. mô tả khoa học đầu tiên năm 1804.